# Éliminatoires du Championnat d'Europe de football 2024
Navigation
Éliminatoires Euro 2020 Éliminatoires Euro 2028
Les éliminatoires du championnat d'Europe de football 2024 se déroulent à partir du 23 mars 2023 et déterminent 23 des 24 équipes qualifiées pour l'Euro 2024.
La phase de groupe s'achèvera le 21 novembre 2023 et désignera 20 des 23 équipes qualifiées. La phase de barrages se tiendra du 21 au 26 mars 2024 pour l'attribution des trois dernières places.
L'Allemagne est qualifiée d'office pour la phase finale en tant que pays hôte.

## Participants

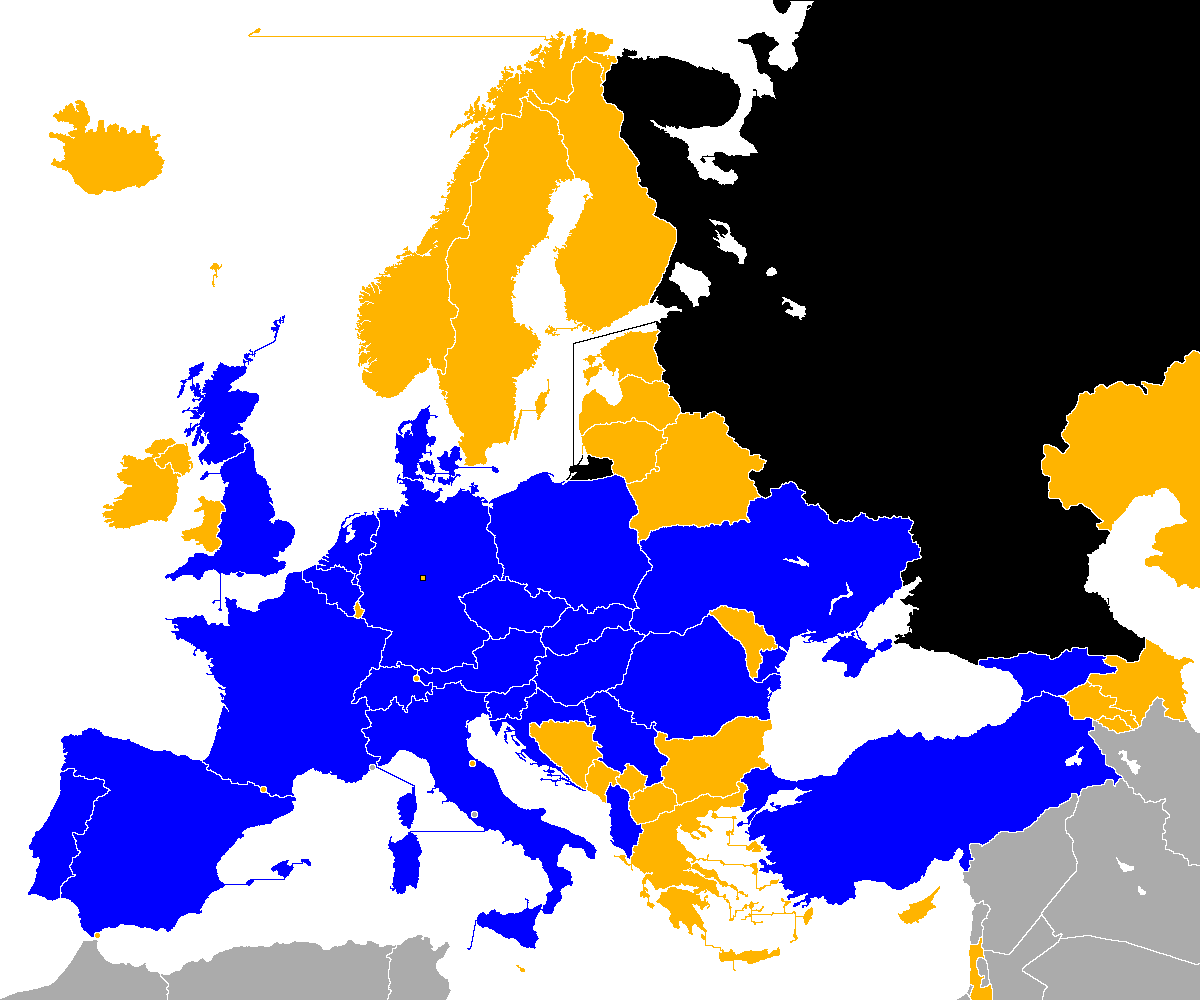
Équipes qui parviendront à se qualifier pour l’Euro 2024
Exclu des élimininatoires

La Fédération de Russie de football a été suspendue de toutes compétitions organisées par l'UEFA le 28 février 2022 en raison de l'invasion de l'Ukraine par son pays. Elle confirme le 20 septembre 2022 être exclue des éliminatoires du tournoi et de ce fait de la compétition finale.
Équipes participantes :
- Albanie
- Andorre
- Angleterre
- Arménie
- Autriche
- Azerbaïdjan
- Biélorussie
- Belgique
- Bosnie-Herzégovine
- Bulgarie
- Croatie
- Chypre
- Danemark
- Écosse
- Espagne
- Estonie
- Finlande
- France
- Géorgie
- Gibraltar
- Grèce
- Hongrie
- Îles Féroé
- République d'Irlande
- Irlande du Nord
- Islande
- Israël
- Italie
- Kazakhstan
- Kosovo
- Lettonie
- Liechtenstein
- Lituanie
- Luxembourg
- Macédoine du Nord
- Malte
- Moldavie
- Monténégro
- Norvège
- Pays-Bas
- Pays de Galles
- Pologne
- Portugal
- Tchéquie
- Roumanie
- Saint-Marin
- Serbie
- Slovaquie
- Slovénie
- Suède
- Suisse
- Turquie
- Ukraine

## Format et tirage au sort
Les cinquante-trois équipes nationales de pays membres de l'UEFA, qui sont réparties en sept groupes de cinq et trois autres de six, se disputent vingt places en phase finale. Les deux premiers de chaque groupe sont directement qualifiés. Puis les douze équipes les mieux classées au classement général de la Ligue des nations n'ayant pas terminé dans les deux premières places de leur groupe disputeront les barrages. Celles-ci seront réparties en trois voies de quatre équipes avec des demi-finales et une finale en match simple, les trois vainqueurs seront qualifiés pour la phase finale.
Le tirage au sort de la phase de groupes a eu lieu le 9 octobre 2022 au Festhalle à Francfort.
| Chapeau 1 | Chapeau 1   | Chapeau 2          | Chapeau 2   | Chapeau 3            | Chapeau 3   | Chapeau 4         | Chapeau 4   | Chapeau 5       | Chapeau 5   | Chapeau 6     | Chapeau 6  |
| Pays-Bas  | 1er Ligue A | France             | 12e Ligue A | Ukraine              | 6e Ligue B  | Géorgie           | 1er Ligue C | Slovaquie       | 11e Ligue C | Andorre       | 5e Ligue D |
| Croatie   | 2e Ligue A  | Autriche           | 13e Ligue A | Islande              | 7e Ligue B  | Grèce             | 2e Ligue C  | Irlande du Nord | 12e Ligue C | Saint-Marin   | 6e Ligue D |
| Espagne   | 3e Ligue A  | Tchéquie           | 14e Ligue A | Norvège              | 8e Ligue B  | Turquie           | 3e Ligue C  | Chypre          | 13e Ligue C | Liechtenstein | 7e Ligue D |
| Italie    | 4e Ligue A  | Angleterre         | 15e Ligue A | Slovénie             | 9e Ligue B  | Kazakhstan        | 4e Ligue C  | Biélorussie     | 14e Ligue C |               |            |
| Danemark  | 5e Ligue A  | Pays de Galles     | 16e Ligue A | République d'Irlande | 10e Ligue B | Luxembourg        | 5e Ligue C  | Lituanie        | 15e Ligue C |               |            |
| Portugal  | 6e Ligue A  | Israël             | 1er Ligue B | Albanie              | 11e Ligue B | Azerbaïdjan       | 6e Ligue C  | Gibraltar       | 16e Ligue C |               |            |
| Belgique  | 7e Ligue A  | Bosnie-Herzégovine | 2e Ligue B  | Monténégro           | 12e Ligue B | Kosovo            | 7e Ligue C  | Estonie         | 1er Ligue D |               |            |
| Hongrie   | 8e Ligue A  | Serbie             | 3e Ligue B  | Roumanie             | 13e Ligue B | Bulgarie          | 8e Ligue C  | Lettonie        | 2e Ligue D  |               |            |
| Suisse    | 9e Ligue A  | Écosse             | 4e Ligue B  | Suède                | 14e Ligue B | Îles Féroé        | 9e Ligue C  | Moldavie        | 3e Ligue D  |               |            |
| Pologne   | 11e Ligue A | Finlande           | 5e Ligue B  | Arménie              | 15e Ligue B | Macédoine du Nord | 10e Ligue C | Malte           | 4e Ligue D  |               |            |

Légende
- Sous-chapeau Ligue des nations
- Équipe qui parviendra à se qualifier pour l'Euro 2024

### Aménagements avant le tirage au sort
- Raisons politiques

L'UEFA décide que pour des raisons politiques les duos suivants ne peuvent pas être tirés au sort dans le même groupe : 
1. Arménie/Azerbaïdjan
2. Biélorussie/Ukraine
3. Gibraltar/Espagne
4. Kosovo/Bosnie-Herzégovine
5. Kosovo/Serbie

- Raisons climatiques

En raison de conditions hivernales, un groupe peut contenir au maximum 2 des équipes suivantes : Biélorussie, Estonie, Finlande, Îles Féroé, Islande, Lettonie, Lituanie, Norvège.
- Raisons géographiques

Pour éviter tout voyage excessif, un groupe peut contenir au maximum une des paires suivantes : 
1. Kazakhstan avec Andorre, Angleterre, Écosse, Espagne, France, Gibraltar, Îles Féroé, Irlande, Irlande du Nord, Islande, Malte, Portugal, Pays de Galles
2. Azerbaïdjan avec Gibraltar, Islande, Portugal
3. Islande avec Arménie, Chypre, Géorgie, Israël

- Raisons compétitives

1. Afin de ne pas entrer en concurrence avec le dernier carré de la Ligue des Nations, les 4 équipes y participant sont tirées au sort dans les quatre premiers groupes de 5 équipes (groupes A-D)[4].
2. Si l'Allemagne (pays hôte) se qualifie pour la phase finale de la Ligue des nations, le chapeau LDN sera composé de 3 équipes & le chapeau 1 de 7 équipes

## Groupes
La phase de qualification est jouée en groupes selon le système de championnat, chaque équipe rencontrant tous les adversaires du même groupe en matchs aller et retour. Une victoire rapporte trois points, un match nul un point et une défaite zéro point.

### Critères

#### Critères pour le classement des groupes
En cas d’égalité de points de plusieurs équipes à l'issue des matchs de groupe, les critères suivants sont appliqués dans l'ordre indiqué pour établir leur classement :
1. plus grand nombre de points obtenus dans les matchs de groupe disputés entre les équipes concernées ;
2. meilleure différence de buts dans les matchs de groupe disputés entre les équipes concernées ;
3. plus grand nombre de buts marqués lors des matchs de groupe disputés entre les équipes concernées ;
4. Si, après l'application des trois premiers critères à plusieurs équipes, plusieurs équipes sont toujours à égalité, les critères suivants s’appliquent :
5. meilleure différence de buts dans tous les matchs du groupe ;
6. plus grand nombre de buts marqués dans tous les matchs du groupe ;
7. plus grand nombre de buts marqués à l’extérieur dans tous les matchs du groupe ;
8. plus grand nombre de victoires dans tous les matchs du groupe ;
9. plus grand nombre de victoires à l’extérieur dans tous les matchs du groupe ;
10. points disciplinaires dans tous les matchs du groupe (barème : -1 point pour un carton jaune, -3 points pour deux cartons jaunes menant à un carton rouge, -3 points pour un carton rouge direct) ;
11. Position au classement général de la Ligue des nations.

#### Critères pour le classement général
Pour déterminer le classement général des éliminatoires, les résultats contre les équipes classées sixièmes ne sont pas pris en compte puis les critères suivants sont appliqués :
1. Position des équipes dans chaque groupe ;
2. Plus grand nombre de points obtenus ;
3. Meilleure différence de buts générale ;
4. Plus grand nombre de buts marqués ;
5. Plus grand nombre de buts marqués à l'extérieur ;
6. Plus grand nombre de victoires ;
7. Plus grand nombre de victoires à l'extérieur ;
8. Points disciplinaires dans tous les matchs du groupe (-1 point pour un carton jaune, -3 points pour deux cartons jaunes menant à un carton rouge, -3 points pour un carton rouge direct) ;
9. Position au classement général de la Ligue des nations.

Légende des classements
- En gras : qualification pour l'Euro 2024
- En italique : Équipes barragistes

Légende des résultats
- Victoire à domicile/Défaite à l'extérieur
- Match nul
- Victoire à l'extérieur/Défaite à domicile

### Groupe A
| Rang | Équipe  | Pts | J | G | N | P | Bp | Bc | Diff |  | Résultats (▼ dom., ► ext.) |     |     |     |     |     |
| ---- | ------- | --- | - | - | - | - | -- | -- | ---- |  | -------------------------- | --- | --- | --- | --- | --- |
| 1    | Espagne | 21  | 8 | 7 | 0 | 1 | 25 | 5  | +20  |  | Espagne                    |     | 2-0 | 3-0 | 3-1 | 6-0 |
| 2    | Écosse  | 17  | 8 | 5 | 2 | 1 | 17 | 8  | +9   |  | Écosse                     | 2-0 |     | 3-3 | 2-0 | 3-0 |
| 3    | Norvège | 11  | 8 | 3 | 2 | 3 | 14 | 12 | +2   |  | Norvège                    | 0-1 | 1-2 |     | 2-1 | 3-1 |
| 4    | Géorgie | 8   | 8 | 2 | 2 | 4 | 12 | 18 | -6   |  | Géorgie                    | 1-7 | 2-2 | 1-1 |     | 4-0 |
| 5    | Chypre  | 0   | 8 | 0 | 0 | 8 | 3  | 28 | -25  |  | Chypre                     | 1-3 | 0-3 | 0-4 | 1-2 |     |

### Groupe B
| Rang | Équipe               | Pts | J | G | N | P | Bp | Bc | Diff |  | Résultats (▼ dom., ► ext.) |     |     |     |     |      |
| ---- | -------------------- | --- | - | - | - | - | -- | -- | ---- |  | -------------------------- | --- | --- | --- | --- | ---- |
| 1    | France               | 22  | 8 | 7 | 1 | 0 | 29 | 3  | +26  |  | France                     |     | 4-0 | 1-0 | 2-0 | 14-0 |
| 2    | Pays-Bas             | 18  | 8 | 6 | 0 | 2 | 17 | 7  | +10  |  | Pays-Bas                   | 1-2 |     | 3-0 | 1-0 | 3-0  |
| 3    | Grèce                | 13  | 8 | 4 | 1 | 3 | 14 | 8  | +6   |  | Grèce                      | 2-2 | 0-1 |     | 2-1 | 5-0  |
| 4    | République d'Irlande | 6   | 8 | 2 | 0 | 6 | 9  | 10 | -1   |  | République d'Irlande       | 0-1 | 1-2 | 0-2 |     | 3-0  |
| 5    | Gibraltar            | 0   | 8 | 0 | 0 | 8 | 0  | 41 | -41  |  | Gibraltar                  | 0-3 | 0-6 | 0-3 | 0-4 |      |

### Groupe C
| Rang | Équipe            | Pts | J | G | N | P | Bp | Bc | Diff |  | Résultats (▼ dom., ► ext.) |     |     |     |     |     |
| ---- | ----------------- | --- | - | - | - | - | -- | -- | ---- |  | -------------------------- | --- | --- | --- | --- | --- |
| 1    | Angleterre        | 20  | 8 | 6 | 2 | 0 | 22 | 4  | +18  |  | Angleterre                 |     | 3-1 | 2-0 | 7-0 | 2-0 |
| 2    | Italie            | 14  | 8 | 4 | 2 | 2 | 16 | 9  | +7   |  | Italie                     | 1-2 |     | 2-1 | 5-2 | 4-0 |
| 3    | Ukraine           | 14  | 8 | 4 | 2 | 2 | 11 | 8  | +3   |  | Ukraine                    | 1-1 | 0-0 |     | 2-0 | 1-0 |
| 4    | Macédoine du Nord | 8   | 8 | 2 | 2 | 4 | 10 | 20 | -10  |  | Macédoine du Nord          | 1-1 | 1-1 | 2-3 |     | 2-1 |
| 5    | Malte             | 0   | 8 | 0 | 0 | 8 | 2  | 20 | -18  |  | Malte                      | 0-4 | 0-2 | 1-3 | 0-2 |     |

### Groupe D
| Rang | Équipe         | Pts | J | G | N | P | Bp | Bc | Diff |  | Résultats (▼ dom., ► ext.) |     |     |     |     |     |
| ---- | -------------- | --- | - | - | - | - | -- | -- | ---- |  | -------------------------- | --- | --- | --- | --- | --- |
| 1    | Turquie        | 17  | 8 | 5 | 2 | 1 | 14 | 7  | +7   |  | Turquie                    |     | 0-2 | 2-0 | 1-1 | 4-0 |
| 2    | Croatie        | 16  | 8 | 5 | 1 | 2 | 13 | 4  | +9   |  | Croatie                    | 0-1 |     | 1-1 | 1-0 | 5-0 |
| 3    | Pays de Galles | 12  | 8 | 3 | 3 | 2 | 10 | 10 | 0    |  | Pays de Galles             | 1-1 | 2-1 |     | 2-4 | 1-0 |
| 4    | Arménie        | 8   | 8 | 2 | 2 | 4 | 9  | 11 | -2   |  | Arménie                    | 1-2 | 0-1 | 1-1 |     | 2-1 |
| 5    | Lettonie       | 3   | 8 | 1 | 0 | 7 | 5  | 19 | -14  |  | Lettonie                   | 2-3 | 0-2 | 0-2 | 2-0 |     |

### Groupe E
| Rang | Équipe     | Pts | J | G | N | P | Bp | Bc | Diff |  | Résultats (▼ dom., ► ext.) |     |     |     |     |     |
| ---- | ---------- | --- | - | - | - | - | -- | -- | ---- |  | -------------------------- | --- | --- | --- | --- | --- |
| 1    | Albanie    | 15  | 8 | 4 | 3 | 1 | 12 | 4  | +8   |  | Albanie                    |     | 3-0 | 2-0 | 2-0 | 0-0 |
| 2    | Tchéquie   | 15  | 8 | 4 | 3 | 1 | 12 | 6  | +6   |  | Tchéquie                   | 1-1 |     | 3-1 | 3-0 | 1-0 |
| 3    | Pologne    | 11  | 8 | 3 | 2 | 3 | 10 | 10 | 0    |  | Pologne                    | 1-0 | 1-1 |     | 1-1 | 2-0 |
| 4    | Moldavie   | 10  | 8 | 2 | 4 | 2 | 7  | 10 | -3   |  | Moldavie                   | 1-1 | 0-0 | 3-2 |     | 1-1 |
| 5    | Îles Féroé | 2   | 8 | 0 | 2 | 6 | 2  | 13 | -11  |  | Îles Féroé                 | 1-3 | 0-3 | 0-2 | 0-1 |     |

### Groupe F
| Rang | Équipe      | Pts | J | G | N | P | Bp | Bc | Diff |  | Résultats (▼ dom., ► ext.) |     |     |      |     |     |
| ---- | ----------- | --- | - | - | - | - | -- | -- | ---- |  | -------------------------- | --- | --- | ---- | --- | --- |
| 1    | Belgique    | 20  | 8 | 6 | 2 | 0 | 22 | 4  | +18  |  | Belgique                   |     | 1-1 | 1-1* | 5-0 | 5-0 |
| 2    | Autriche    | 19  | 8 | 6 | 1 | 1 | 17 | 7  | +10  |  | Autriche                   | 2-3 |     | 2-0  | 4-1 | 2-1 |
| 3    | Suède       | 10  | 8 | 3 | 1 | 4 | 14 | 12 | +2   |  | Suède                      | 0-3 | 1-3 |      | 5-0 | 2-0 |
| 4    | Azerbaïdjan | 7   | 8 | 2 | 1 | 5 | 7  | 17 | -10  |  | Azerbaïdjan                | 0-1 | 0-1 | 3-0  |     | 1-1 |
| 5    | Estonie     | 1   | 8 | 0 | 1 | 7 | 2  | 22 | -20  |  | Estonie                    | 0-3 | 0-2 | 0-5  | 0-2 |     |

- Le 16 octobre 2023, le match Belgique-Suède fut arrêté à la mi-temps pour des raisons sécuritaires (Fusillade du 16 octobre 2023 à Bruxelles). Le score de 1-1 à la mi-temps est entériné par l'UEFA. Un point est alors attribué à chaque équipe pour le match nul[5].

### Groupe G
| Rang | Équipe     | Pts | J | G | N | P | Bp | Bc | Diff |  | Résultats (▼ dom., ► ext.) |     |     |     |     |     |
| ---- | ---------- | --- | - | - | - | - | -- | -- | ---- |  | -------------------------- | --- | --- | --- | --- | --- |
| 1    | Hongrie    | 18  | 8 | 5 | 3 | 0 | 16 | 7  | +9   |  | Hongrie                    |     | 2-1 | 3-1 | 2-0 | 3-0 |
| 2    | Serbie     | 14  | 8 | 4 | 2 | 2 | 15 | 9  | +6   |  | Serbie                     | 1-2 |     | 3-1 | 2-0 | 2-2 |
| 3    | Monténégro | 11  | 8 | 3 | 2 | 3 | 9  | 11 | -2   |  | Monténégro                 | 0-0 | 0-2 |     | 2-0 | 2-1 |
| 4    | Lituanie   | 6   | 8 | 1 | 3 | 4 | 8  | 14 | -6   |  | Lituanie                   | 2-2 | 1-3 | 2-2 |     | 1-1 |
| 5    | Bulgarie   | 4   | 8 | 0 | 4 | 4 | 7  | 14 | -7   |  | Bulgarie                   | 2-2 | 1-1 | 0-1 | 0-2 |     |

### Groupe H
| Rang | Équipe          | Pts | J  | G | N | P  | Bp | Bc | Diff |  | Résultats (▼ dom., ► ext.) |     |     |     |     |     |     |
| ---- | --------------- | --- | -- | - | - | -- | -- | -- | ---- |  | -------------------------- | --- | --- | --- | --- | --- | --- |
| 1    | Danemark        | 22  | 10 | 7 | 1 | 2  | 19 | 10 | +9   |  | Danemark                   |     | 2-1 | 3-1 | 1-0 | 3-1 | 4-0 |
| 2    | Slovénie        | 22  | 10 | 7 | 1 | 2  | 20 | 9  | +11  |  | Slovénie                   | 1-1 |     | 3-0 | 2-1 | 4-2 | 2-0 |
| 3    | Finlande        | 18  | 10 | 6 | 0 | 4  | 18 | 10 | +8   |  | Finlande                   | 0-1 | 2-0 |     | 1-2 | 4-0 | 6-0 |
| 4    | Kazakhstan      | 18  | 10 | 6 | 0 | 4  | 16 | 12 | +4   |  | Kazakhstan                 | 3-2 | 1-2 | 0-1 |     | 1-0 | 3-1 |
| 5    | Irlande du Nord | 9   | 10 | 3 | 0 | 7  | 9  | 13 | -4   |  | Irlande du Nord            | 2-0 | 0-1 | 0-1 | 0-1 |     | 3-0 |
| 6    | Saint-Marin     | 0   | 10 | 0 | 0 | 10 | 3  | 31 | -28  |  | Saint-Marin                | 1-2 | 0-4 | 1-2 | 0-3 | 0-2 |     |

### Groupe I
| Rang | Équipe      | Pts | J  | G | N | P | Bp | Bc | Diff |  | Résultats (▼ dom., ► ext.) |     |     |     |     |     |     |
| ---- | ----------- | --- | -- | - | - | - | -- | -- | ---- |  | -------------------------- | --- | --- | --- | --- | --- | --- |
| 1    | Roumanie    | 22  | 10 | 6 | 4 | 0 | 16 | 5  | +11  |  | Roumanie                   |     | 1-0 | 1-1 | 2-1 | 2-0 | 4-0 |
| 2    | Suisse      | 17  | 10 | 4 | 5 | 1 | 22 | 11 | +11  |  | Suisse                     | 2-2 |     | 3-0 | 3-3 | 1-1 | 3-0 |
| 3    | Israël      | 15  | 10 | 4 | 3 | 3 | 11 | 11 | 0    |  | Israël                     | 1-2 | 1-1 |     | 1-0 | 1-1 | 2-1 |
| 4    | Biélorussie | 12  | 10 | 3 | 3 | 4 | 9  | 14 | -5   |  | Biélorussie                | 0-0 | 0-5 | 1-2 |     | 2-1 | 1-0 |
| 5    | Kosovo      | 11  | 10 | 2 | 5 | 3 | 10 | 10 | 0    |  | Kosovo                     | 0-0 | 2-2 | 1-0 | 0-1 |     | 1-1 |
| 6    | Andorre     | 2   | 10 | 0 | 2 | 8 | 3  | 20 | -17  |  | Andorre                    | 0-2 | 1-2 | 0-2 | 0-0 | 0-3 |     |

### Groupe J
| Rang | Équipe             | Pts | J  | G  | N | P  | Bp | Bc | Diff |  | Résultats (▼ dom., ► ext.) |     |     |     |     |     |     |
| ---- | ------------------ | --- | -- | -- | - | -- | -- | -- | ---- |  | -------------------------- | --- | --- | --- | --- | --- | --- |
| 1    | Portugal           | 30  | 10 | 10 | 0 | 0  | 36 | 2  | +34  |  | Portugal                   |     | 3-2 | 9-0 | 2-0 | 3-0 | 4-0 |
| 2    | Slovaquie          | 22  | 10 | 7  | 1 | 2  | 17 | 8  | +9   |  | Slovaquie                  | 0-1 |     | 0-0 | 4-2 | 2-0 | 3-0 |
| 3    | Luxembourg         | 17  | 10 | 5  | 2 | 3  | 13 | 19 | -6   |  | Luxembourg                 | 0-6 | 0-1 |     | 3-1 | 4-1 | 2-0 |
| 4    | Islande            | 10  | 10 | 3  | 1 | 6  | 17 | 16 | +1   |  | Islande                    | 0-1 | 1-2 | 1-1 |     | 1-0 | 4-0 |
| 5    | Bosnie-Herzégovine | 9   | 10 | 3  | 0 | 7  | 9  | 20 | -11  |  | Bosnie-Herzégovine         | 0-5 | 1-2 | 0-2 | 3-0 |     | 2-1 |
| 6    | Liechtenstein      | 0   | 10 | 0  | 0 | 10 | 1  | 28 | -27  |  | Liechtenstein              | 0-2 | 0-1 | 0-1 | 0-7 | 0-2 |     |

## Barrages

### Format
À l'issue des éliminatoires, il restera trois places à attribuer pour l'Euro 2024. Les derniers tickets se joueront en mars 2024 entre les 12 meilleures sélections non qualifiées selon les résultats de la Ligue des nations 2022-2023. Les barrages constituent donc un tour de repêchage pour des équipes ayant échoué lors des éliminatoires.
Chaque voie de barrages (A, B & C), contient quatre équipes et se dispute par élimination directe (avec deux «demi-finales» et une «finale», disputées sur un match unique). Les trois vainqueurs de ces groupes décrocheront leurs billets pour l'Euro 2024.

#### Règles
Sur la base des résultats de la Ligue des nations 2022-2023, les barragistes sont sélectionnés selon les critères suivants dans cet ordre : 
1. Quatre places de barragistes sont données à chaque ligue de la Ligue C à la Ligue A, dans cet ordre
2. Les vainqueurs de groupe de la Ligue des nations accèdent aux barrages à moins qu'ils ne soient directement qualifiés pour la phase finale via les éliminatoires
3. Si un vainqueur de groupe des Ligues A, B et C est déjà qualifié via les éliminatoires, le pays suivant le mieux classé dans sa Ligue et qui n'est pas directement qualifié accède aux barrages
4. S'il reste moins de quatre équipes non qualifiées pour une Ligue donnée, une place sera accordée à l'équipe la mieux classée de la Ligue D (à moins qu'elle ne soit déjà qualifiée pour la phase finale). Les places restantes sont attribuées aux pays les mieux classés qui ne sont pas déjà qualifiés pour la phase finale selon le classement général de la Ligue des nations, en tenant compte de la restriction des vainqueurs de groupe ne pouvant pas former de voie avec une équipe d'une meilleure Ligue
  1. Si la Ligue a un vainqueur de groupe sélectionné, alors la meilleure équipe suivante au classement général d'une Ligue inférieure est sélectionnée
  2. Si la Ligue n'a pas de vainqueur de groupe sélectionné, alors la meilleure équipe au classement général est sélectionnée

Les voies sont ensuite déterminées selon les critères suivants dans cet ordre :
1. Les voies sont formées de la Ligue C à la Ligue A, dans cet ordre
2. Si une Ligue possède quatre équipes sélectionnées, une voie sera formée avec ces quatre équipes
3. Si une Ligue possède plus de quatre équipes sélectionnées, un tirage au sort sera effectué pour déterminer les quatre équipes qui participeront dans la voie de cette Ligue
4. Un vainqueur de groupe en Ligue des nations ne peut pas former une voie avec une équipe d'une meilleure Ligue
5. Si une Ligue possède moins de quatre équipes sélectionnées, les équipes des autres Ligues encore disponibles viendront compléter la voie de cette Ligue

### Tableau des barrages
| Voie A | Voie A         | Voie B | Voie B             | Voie C | Voie C     |
| Rang   | Équipes        | Rang   | Équipes            | Rang   | Équipes    |
| ------ | -------------- | ------ | ------------------ | ------ | ---------- |
| 1      | Pologne        | 1      | Israël             | 1      | Géorgie    |
| 2      | Pays de Galles | 2      | Bosnie-Herzégovine | 2      | Grèce      |
| 3      | Finlande       | 3      | Ukraine            | 3      | Kazakhstan |
| 4      | Estonie        | 4      | Islande            | 4      | Luxembourg |

Les oppositions des groupes de barrages sont déterminées comme suit : 
- Pour les «demi-finales» de chaque voie, en fonction du classement général de la Ligue des nations 2023 :
  - La sélection la mieux classée reçoit la sélection classée quatrième
  - La sélection classée deuxième reçoit la sélection classée troisième
- Les hôtes des «finales» sont déterminés par un tirage au sort

Résultats en éliminatoires des équipes suivant le tableau de la Ligue des nations 2023
- V : Vainqueur de groupe de la Ligue des Nations
- H : Pays hôte de l'Euro 2024
- Sélection qualifiée
- Sélection barragiste
- Sélection éliminée

| Rang | Nation         |
| ---- | -------------- |
| 1er  | Espagne V      |
| 2e   | Croatie V      |
| 3e   | Italie V       |
| 4e   | Pays-Bas V     |
| 5e   | Danemark       |
| 6e   | Portugal       |
| 7e   | Belgique       |
| 8e   | Hongrie        |
| 9e   | Suisse         |
| 10e  | Allemagne H    |
| 11e  | Pologne        |
| 12e  | France         |
| 13e  | Autriche       |
| 14e  | Tchéquie       |
| 15e  | Angleterre     |
| 16e  | Pays de Galles |

| Rang | Nation               |
| ---- | -------------------- |
| 17e  | Israël V             |
| 18e  | Bosnie-Herzégovine V |
| 19e  | Serbie V             |
| 20e  | Écosse V             |
| 21e  | Finlande             |
| 22e  | Ukraine              |
| 23e  | Islande              |
| 24e  | Norvège              |
| 25e  | Slovénie             |
| 26e  | République d'Irlande |
| 27e  | Albanie              |
| 28e  | Monténégro           |
| 29e  | Roumanie             |
| 30e  | Suède                |
| 31e  | Arménie              |
| 32e  | Russie,              |

| Rang | Nation            |
| ---- | ----------------- |
| 33e  | Géorgie V         |
| 34e  | Grèce V           |
| 35e  | Turquie V         |
| 36e  | Kazakhstan V      |
| 37e  | Luxembourg        |
| 38e  | Azerbaïdjan       |
| 39e  | Kosovo            |
| 40e  | Bulgarie          |
| 41e  | Îles Féroé        |
| 42e  | Macédoine du Nord |
| 43e  | Slovaquie         |
| 44e  | Irlande du Nord   |
| 45e  | Chypre            |
| 46e  | Biélorussie       |
| 47e  | Lituanie          |
| 48e  | Gibraltar         |

| Rang | Nation        |
| ---- | ------------- |
| 49e  | Estonie V     |
| 50e  | Lettonie V    |
| 51e  | Moldavie      |
| 52e  | Malte         |
| 53e  | Andorre       |
| 54e  | Saint-Marin   |
| 55e  | Liechtenstein |

Le tirage au sort pour déterminer les pays hôtes des finales des barrages a lieu le 23 novembre 2023 à Nyon.

#### Voie A
|  | Demi-finale                                       | Demi-finale                                | Demi-finale                                | Demi-finale                                |                |                | Finale                                     | Finale                                     | Finale                                     | Finale                                     |
|  |                                                   |                                            |                                            |                                            |                |                |                                            |                                            |                                            |                                            |
|  | 21 mars 2024 Cardiff City Stadium, Cardiff        | 21 mars 2024 Cardiff City Stadium, Cardiff | 21 mars 2024 Cardiff City Stadium, Cardiff | 21 mars 2024 Cardiff City Stadium, Cardiff |                |                | 26 mars 2024 Cardiff City Stadium, Cardiff | 26 mars 2024 Cardiff City Stadium, Cardiff | 26 mars 2024 Cardiff City Stadium, Cardiff | 26 mars 2024 Cardiff City Stadium, Cardiff |
|  | Pays de Galles                                    | Pays de Galles                             | 4                                          | 4                                          |                |                | 26 mars 2024 Cardiff City Stadium, Cardiff | 26 mars 2024 Cardiff City Stadium, Cardiff | 26 mars 2024 Cardiff City Stadium, Cardiff | 26 mars 2024 Cardiff City Stadium, Cardiff |
|  | Pays de Galles                                    | Pays de Galles                             | 4                                          | 4                                          |                |                | 26 mars 2024 Cardiff City Stadium, Cardiff | 26 mars 2024 Cardiff City Stadium, Cardiff | 26 mars 2024 Cardiff City Stadium, Cardiff | 26 mars 2024 Cardiff City Stadium, Cardiff |
|  | Finlande                                          | Finlande                                   | 1                                          | 1                                          |                |                | 26 mars 2024 Cardiff City Stadium, Cardiff | 26 mars 2024 Cardiff City Stadium, Cardiff | 26 mars 2024 Cardiff City Stadium, Cardiff | 26 mars 2024 Cardiff City Stadium, Cardiff |
|  | Finlande                                          | Finlande                                   | 1                                          | 1                                          | Pays de Galles | Pays de Galles | 0 ap(4)                                    | 0 ap(4)                                    |                                            |                                            |
|  | 21 mars 2024 Stade national de Varsovie, Varsovie |                                            |                                            |                                            | Pays de Galles | Pays de Galles | 0 ap(4)                                    | 0 ap(4)                                    |                                            |                                            |
|  |                                                   |                                            | Pologne                                    | Pologne                                    | 0 tab(5)       | 0 tab(5)       |                                            |                                            |                                            |                                            |
|  | Pologne                                           | Pologne                                    | Pologne                                    | Pologne                                    | 0 tab(5)       | 0 tab(5)       | 5                                          | 5                                          |                                            |                                            |
|  | Pologne                                           | Pologne                                    |                                            |                                            |                |                |                                            | 5                                          |                                            |                                            |
|  | Estonie                                           | Estonie                                    | 1                                          | 1                                          |                |                |                                            |                                            |                                            |                                            |
|  | Estonie                                           | Estonie                                    | 1                                          | 1                                          |                |                |                                            |                                            |                                            |                                            |

#### Voie B
|  | Demi-finale                                | Demi-finale                               | Demi-finale                               | Demi-finale                               |         |         | Finale                                           | Finale                                           | Finale                                           | Finale                                           |
|  |                                            |                                           |                                           |                                           |         |         |                                                  |                                                  |                                                  |                                                  |
|  | 21 mars 2024 Bilino Polje Stadium, Zenica  | 21 mars 2024 Bilino Polje Stadium, Zenica | 21 mars 2024 Bilino Polje Stadium, Zenica | 21 mars 2024 Bilino Polje Stadium, Zenica |         |         | 26 mars 2024 Stade municipal de Wrocław, Wrocław | 26 mars 2024 Stade municipal de Wrocław, Wrocław | 26 mars 2024 Stade municipal de Wrocław, Wrocław | 26 mars 2024 Stade municipal de Wrocław, Wrocław |
|  | Bosnie-Herzégovine                         | Bosnie-Herzégovine                        | 1                                         | 1                                         |         |         | 26 mars 2024 Stade municipal de Wrocław, Wrocław | 26 mars 2024 Stade municipal de Wrocław, Wrocław | 26 mars 2024 Stade municipal de Wrocław, Wrocław | 26 mars 2024 Stade municipal de Wrocław, Wrocław |
|  | Bosnie-Herzégovine                         | Bosnie-Herzégovine                        | 1                                         | 1                                         |         |         | 26 mars 2024 Stade municipal de Wrocław, Wrocław | 26 mars 2024 Stade municipal de Wrocław, Wrocław | 26 mars 2024 Stade municipal de Wrocław, Wrocław | 26 mars 2024 Stade municipal de Wrocław, Wrocław |
|  | Ukraine                                    | Ukraine                                   | 2                                         | 2                                         |         |         | 26 mars 2024 Stade municipal de Wrocław, Wrocław | 26 mars 2024 Stade municipal de Wrocław, Wrocław | 26 mars 2024 Stade municipal de Wrocław, Wrocław | 26 mars 2024 Stade municipal de Wrocław, Wrocław |
|  | Ukraine                                    | Ukraine                                   | 2                                         | 2                                         | Ukraine | Ukraine | 2                                                | 2                                                |                                                  |                                                  |
|  | 21 mars 2024 Stade Ferenc-Szusza, Budapest |                                           |                                           |                                           | Ukraine | Ukraine | 2                                                | 2                                                |                                                  |                                                  |
|  |                                            |                                           | Islande                                   | Islande                                   | 1       | 1       |                                                  |                                                  |                                                  |                                                  |
|  | Israël                                     | Israël                                    | Islande                                   | Islande                                   | 1       | 1       | 1                                                | 1                                                |                                                  |                                                  |
|  | Israël                                     | Israël                                    |                                           |                                           |         |         |                                                  | 1                                                |                                                  |                                                  |
|  | Islande                                    | Islande                                   | 4                                         | 4                                         |         |         |                                                  |                                                  |                                                  |                                                  |
|  | Islande                                    | Islande                                   | 4                                         | 4                                         |         |         |                                                  |                                                  |                                                  |                                                  |

#### Voie C
|  | Demi-finale                                  | Demi-finale                                  | Demi-finale                                  | Demi-finale                                  |         |         | Finale                                       | Finale                                       | Finale                                       | Finale                                       |
|  |                                              |                                              |                                              |                                              |         |         |                                              |                                              |                                              |                                              |
|  | 21 mars 2024 Stade Boris-Paichadze, Tbilissi | 21 mars 2024 Stade Boris-Paichadze, Tbilissi | 21 mars 2024 Stade Boris-Paichadze, Tbilissi | 21 mars 2024 Stade Boris-Paichadze, Tbilissi |         |         | 26 mars 2024 Stade Boris-Paichadze, Tbilissi | 26 mars 2024 Stade Boris-Paichadze, Tbilissi | 26 mars 2024 Stade Boris-Paichadze, Tbilissi | 26 mars 2024 Stade Boris-Paichadze, Tbilissi |
|  | Géorgie                                      | Géorgie                                      | 2                                            | 2                                            |         |         | 26 mars 2024 Stade Boris-Paichadze, Tbilissi | 26 mars 2024 Stade Boris-Paichadze, Tbilissi | 26 mars 2024 Stade Boris-Paichadze, Tbilissi | 26 mars 2024 Stade Boris-Paichadze, Tbilissi |
|  | Géorgie                                      | Géorgie                                      | 2                                            | 2                                            |         |         | 26 mars 2024 Stade Boris-Paichadze, Tbilissi | 26 mars 2024 Stade Boris-Paichadze, Tbilissi | 26 mars 2024 Stade Boris-Paichadze, Tbilissi | 26 mars 2024 Stade Boris-Paichadze, Tbilissi |
|  | Luxembourg                                   | Luxembourg                                   | 0                                            | 0                                            |         |         | 26 mars 2024 Stade Boris-Paichadze, Tbilissi | 26 mars 2024 Stade Boris-Paichadze, Tbilissi | 26 mars 2024 Stade Boris-Paichadze, Tbilissi | 26 mars 2024 Stade Boris-Paichadze, Tbilissi |
|  | Luxembourg                                   | Luxembourg                                   | 0                                            | 0                                            | Géorgie | Géorgie | 0 tab(4)                                     | 0 tab(4)                                     |                                              |                                              |
|  | 21 mars 2024 Stade Agiá Sofiá, Athènes       |                                              |                                              |                                              | Géorgie | Géorgie | 0 tab(4)                                     | 0 tab(4)                                     |                                              |                                              |
|  |                                              |                                              | Grèce                                        | Grèce                                        | 0 ap(2) | 0 ap(2) |                                              |                                              |                                              |                                              |
|  | Grèce                                        | Grèce                                        | Grèce                                        | Grèce                                        | 0 ap(2) | 0 ap(2) | 5                                            | 5                                            |                                              |                                              |
|  | Grèce                                        | Grèce                                        |                                              |                                              |         |         |                                              | 5                                            |                                              |                                              |
|  | Kazakhstan                                   | Kazakhstan                                   | 0                                            | 0                                            |         |         |                                              |                                              |                                              |                                              |
|  | Kazakhstan                                   | Kazakhstan                                   | 0                                            | 0                                            |         |         |                                              |                                              |                                              |                                              |

Note : Dans le tableau de chaque voie ci-dessus, l'équipe jouant à domicile est affichée en premier

## Liste des 24 qualifiés pour la phase finale
|    | Équipe     | Raison                              | Date de qualification |
| -- | ---------- | ----------------------------------- | --------------------- |
| 1  | Allemagne  | Pays hôte                           | 27 septembre 2018     |
| 2  | Espagne    | Éliminatoires, groupe A - 1re place | 15 octobre 2023       |
| 3  | Écosse     | Éliminatoires, groupe A - 2e place  | 15 octobre 2023       |
| 4  | France     | Éliminatoires, groupe B - 1re place | 13 octobre 2023       |
| 5  | Pays-Bas   | Éliminatoires, groupe B - 2e place  | 18 novembre 2023      |
| 6  | Angleterre | Éliminatoires, groupe C - 1re place | 17 octobre 2023       |
| 7  | Italie     | Éliminatoires, groupe C - 2e place  | 20 novembre 2023      |
| 8  | Turquie    | Éliminatoires, groupe D - 1re place | 15 octobre 2023       |
| 9  | Croatie    | Éliminatoires, groupe D - 2e place  | 21 novembre 2023      |
| 10 | Albanie    | Éliminatoires, groupe E - 1re place | 17 novembre 2023      |
| 11 | Tchéquie   | Éliminatoires, groupe E - 2e place  | 20 novembre 2023      |
| 12 | Belgique   | Éliminatoires, groupe F - 1re place | 13 octobre 2023       |
| 13 | Autriche   | Éliminatoires, groupe F - 2e place  | 16 octobre 2023       |
| 14 | Hongrie    | Éliminatoires, groupe G - 1re place | 16 novembre 2023      |
| 15 | Serbie     | Éliminatoires, groupe G - 2e place  | 19 novembre 2023      |
| 16 | Danemark   | Éliminatoires, groupe H - 1re place | 17 novembre 2023      |
| 17 | Slovénie   | Éliminatoires, groupe H - 2e place  | 20 novembre 2023      |
| 18 | Roumanie   | Éliminatoires, groupe I - 1re place | 18 novembre 2023      |
| 19 | Suisse     | Éliminatoires, groupe I - 2e place  | 18 novembre 2023      |
| 20 | Portugal   | Éliminatoires, groupe J - 1re place | 13 octobre 2023       |
| 21 | Slovaquie  | Éliminatoires, groupe J - 2e place  | 16 novembre 2023      |
| 22 | Pologne    | Barrages Voie A                     | 26 mars 2024          |
| 23 | Ukraine    | Barrages Voie B                     | 26 mars 2024          |
| 24 | Géorgie    | Barrages Voie C                     | 26 mars 2024          |

## Meilleurs buteurs
L'attaquant belge Romelu Lukaku a établi un nouveau record de buts sur une seule campagne de qualification au Championnat d'Europe et devient le meilleur buteur d'une campagne qualificative avec 14 buts inscrits, devançant ainsi Robert Lewandowski et David Healy (13).
| Rang | Buteur            | Pays       | Buts |
| ---- | ----------------- | ---------- | ---- |
| 1    | Romelu Lukaku     | Belgique   | 14   |
| 2    | Cristiano Ronaldo | Portugal   | 10   |
| 3    | Kylian Mbappé     | France     | 9    |
| 4    | Harry Kane        | Angleterre | 8    |
| 5    | Rasmus Højlund    | Danemark   | 7    |
| 5    | Scott McTominay   | Écosse     | 7    |

## Meilleurs passeurs
Ce tableau retrace le classement des meilleurs passeurs de la campagne qualificative.
| Rang | Joueur                 | Pays     | Passes |
| ---- | ---------------------- | -------- | ------ |
| 1    | Bruno Fernandes        | Portugal | 7      |
| 2    | Teemu Pukki            | Finlande | 5      |
| 2    | Denzel Dumfries        | Pays-Bas | 5      |
| 2    | Kylian Mbappé          | France   | 5      |
| 4    | Jón Dagur Þorsteinsson | Islande  | 4      |
| 4    | Jonas Wind             | Danemark | 4      |
| 4    | Jérémy Doku            | Belgique | 4      |
| 4    | Olimpiu Moruțan        | Roumanie | 4      |
| 4    | Dušan Tadić            | Serbie   | 4      |
| 4    | Bernardo Silva         | Portugal | 4      |

## Classement général
Le classement général des éliminatoires utilisé par l'UEFA déterminera le positionnement des équipes dans les 4 différents chapeaux en vue du tirage au sort de la phase finale.
Note : Pour les trois groupes éliminatoires comprenant six équipes, les résultats contre les équipes classées sixièmes ne sont pas pris en compte..
| Rang | Gr | Nation               | Pts | J  | G | N | P  | Bp | Bc | Diff | Parcours                         |
| ---- | -- | -------------------- | --- | -- | - | - | -- | -- | -- | ---- | -------------------------------- |
| 1    | J  | Portugal             | 24  | 8  | 8 | 0 | 0  | 36 | 2  | +34  | Meilleur premier de groupe       |
| 2    | B  | France               | 22  | 8  | 7 | 1 | 0  | 29 | 3  | +26  | 2e meilleur premier de groupe    |
| 3    | A  | Espagne              | 21  | 8  | 7 | 0 | 1  | 25 | 5  | +20  | 3e meilleur premier de groupe    |
| 4    | F  | Belgique             | 20  | 8  | 6 | 2 | 0  | 22 | 4  | +18  | 4e meilleur premier de groupe    |
| 5    | C  | Angleterre           | 20  | 8  | 6 | 2 | 0  | 22 | 4  | +18  | 5e meilleur premier de groupe    |
| 6    | G  | Hongrie              | 18  | 8  | 5 | 3 | 0  | 16 | 7  | +9   | 6e meilleur premier de groupe    |
| 7    | D  | Turquie              | 17  | 8  | 5 | 2 | 1  | 14 | 7  | +7   | 7e meilleur premier de groupe    |
| 8    | I  | Roumanie             | 16  | 8  | 4 | 4 | 0  | 10 | 5  | +5   | 8e meilleur premier de groupe    |
| 9    | H  | Danemark             | 16  | 8  | 5 | 1 | 2  | 13 | 9  | +4   | 9e meilleur premier de groupe    |
| 10   | E  | Albanie              | 15  | 8  | 4 | 3 | 1  | 12 | 4  | +8   | 10e meilleur premier de groupe   |
| 11   | F  | Autriche             | 19  | 8  | 6 | 1 | 1  | 17 | 7  | +10  | Meilleur deuxième de groupe      |
| 12   | B  | Pays-Bas             | 18  | 8  | 6 | 0 | 2  | 17 | 7  | +10  | 2e meilleur deuxième de groupe   |
| 13   | A  | Écosse               | 17  | 8  | 5 | 2 | 1  | 17 | 8  | +9   | 3e meilleur deuxième de groupe   |
| 14   | D  | Croatie              | 16  | 8  | 5 | 1 | 2  | 13 | 4  | +9   | 4e meilleur deuxième de groupe   |
| 15   | H  | Slovénie             | 16  | 8  | 5 | 1 | 2  | 14 | 9  | +5   | 5e meilleur deuxième de groupe   |
| 16   | J  | Slovaquie            | 16  | 8  | 5 | 1 | 2  | 13 | 8  | +5   | 6e meilleur deuxième de groupe   |
| 17   | E  | Tchéquie             | 15  | 8  | 4 | 3 | 1  | 12 | 6  | +6   | 7e meilleur deuxième de groupe   |
| 18   | C  | Italie               | 14  | 8  | 4 | 2 | 2  | 16 | 9  | +7   | 8e meilleur deuxième de groupe   |
| 19   | G  | Serbie               | 14  | 8  | 4 | 2 | 2  | 15 | 9  | +6   | 9e meilleur deuxième de groupe   |
| 20   | I  | Suisse               | 11  | 8  | 2 | 5 | 1  | 17 | 10 | +7   | 10e meilleur deuxième de groupe  |
| 21   | C  | Ukraine              | 14  | 8  | 4 | 2 | 2  | 11 | 8  | +3   | Meilleur troisième de groupe     |
| 22   | B  | Grèce                | 13  | 8  | 4 | 1 | 3  | 14 | 8  | +6   | 2e meilleur troisième de groupe  |
| 23   | H  | Finlande             | 12  | 8  | 6 | 0 | 4  | 10 | 9  | +1   | 3e meilleur troisième de groupe  |
| 24   | D  | Pays de Galles       | 12  | 8  | 3 | 3 | 2  | 10 | 10 | 0    | 4e meilleur troisième de groupe  |
| 25   | A  | Norvège              | 11  | 8  | 3 | 2 | 3  | 14 | 12 | +2   | 5e meilleur troisième de groupe  |
| 26   | E  | Pologne              | 11  | 8  | 3 | 2 | 3  | 10 | 10 | 0    | 6e meilleur troisième de groupe  |
| 27   | G  | Monténégro           | 11  | 8  | 3 | 2 | 3  | 9  | 11 | -2   | 7e meilleur troisième de groupe  |
| 28   | J  | Luxembourg           | 11  | 8  | 3 | 2 | 3  | 10 | 19 | -9   | 8e meilleur troisième de groupe  |
| 29   | F  | Suède                | 10  | 8  | 3 | 1 | 4  | 14 | 12 | +2   | 9e meilleur troisième de groupe  |
| 30   | I  | Israël               | 9   | 8  | 2 | 3 | 3  | 7  | 10 | -3   | 10e meilleur troisième de groupe |
| 31   | H  | Kazakhstan           | 12  | 8  | 4 | 0 | 4  | 10 | 11 | -1   | Meilleur quatrième de groupe     |
| 32   | E  | Moldavie             | 10  | 8  | 2 | 4 | 2  | 7  | 10 | -3   | 2e meilleur quatrième de groupe  |
| 33   | D  | Arménie              | 8   | 8  | 2 | 2 | 4  | 9  | 11 | -2   | 3e meilleur quatrième de groupe  |
| 34   | A  | Géorgie              | 8   | 8  | 2 | 2 | 4  | 12 | 18 | -6   | 4e meilleur quatrième de groupe  |
| 35   | I  | Biélorussie          | 8   | 8  | 2 | 2 | 4  | 8  | 14 | -6   | 5e meilleur quatrième de groupe  |
| 36   | C  | Macédoine du Nord    | 8   | 8  | 2 | 2 | 4  | 10 | 20 | -10  | 6e meilleur quatrième de groupe  |
| 37   | F  | Azerbaïdjan          | 7   | 8  | 2 | 1 | 5  | 7  | 17 | -10  | 7e meilleur quatrième de groupe  |
| 38   | B  | République d'Irlande | 6   | 8  | 2 | 0 | 6  | 9  | 10 | -1   | 8e meilleur quatrième de groupe  |
| 39   | G  | Lituanie             | 6   | 8  | 1 | 3 | 4  | 8  | 14 | -6   | 9e meilleur quatrième de groupe  |
| 40   | J  | Islande              | 4   | 8  | 1 | 1 | 6  | 6  | 16 | -10  | 10e meilleur quatrième de groupe |
| 41   | I  | Kosovo               | 7   | 8  | 1 | 4 | 3  | 6  | 9  | -3   | Meilleur cinquième de groupe     |
| 42   | G  | Bulgarie             | 4   | 8  | 0 | 4 | 4  | 7  | 14 | -7   | 2e meilleur cinquième de groupe  |
| 43   | H  | Irlande du Nord      | 3   | 8  | 1 | 0 | 7  | 4  | 13 | -9   | 3e meilleur cinquième de groupe  |
| 44   | J  | Bosnie-Herzégovine   | 3   | 8  | 1 | 0 | 7  | 5  | 19 | -14  | 4e meilleur cinquième de groupe  |
| 45   | D  | Lettonie             | 3   | 8  | 1 | 0 | 7  | 5  | 19 | -14  | 5e meilleur cinquième de groupe  |
| 46   | E  | Îles Féroé           | 2   | 8  | 0 | 2 | 6  | 2  | 13 | -11  | 6e meilleur cinquième de groupe  |
| 47   | F  | Estonie              | 1   | 8  | 0 | 1 | 7  | 2  | 22 | -20  | 7e meilleur cinquième de groupe  |
| 48   | C  | Malte                | 0   | 8  | 0 | 0 | 8  | 2  | 20 | -18  | 8e meilleur cinquième de groupe  |
| 49   | A  | Chypre               | 0   | 8  | 0 | 0 | 8  | 3  | 28 | -25  | 9e meilleur cinquième de groupe  |
| 50   | B  | Gibraltar            | 0   | 8  | 0 | 0 | 8  | 0  | 41 | -41  | 10e meilleur cinquième de groupe |
| 51   | I  | Andorre              | 2   | 10 | 0 | 2 | 8  | 3  | 20 | -17  | Meilleur sixième de groupe       |
| 52   | J  | Liechtenstein        | 0   | 10 | 0 | 0 | 10 | 1  | 28 | -27  | 2e meilleur sixième de groupe    |
| 53   | H  | Saint-Marin          | 0   | 10 | 0 | 0 | 10 | 3  | 31 | -28  | 3e meilleur sixième de groupe    |